# Франкизм
Флаги «Национального движения» Франко

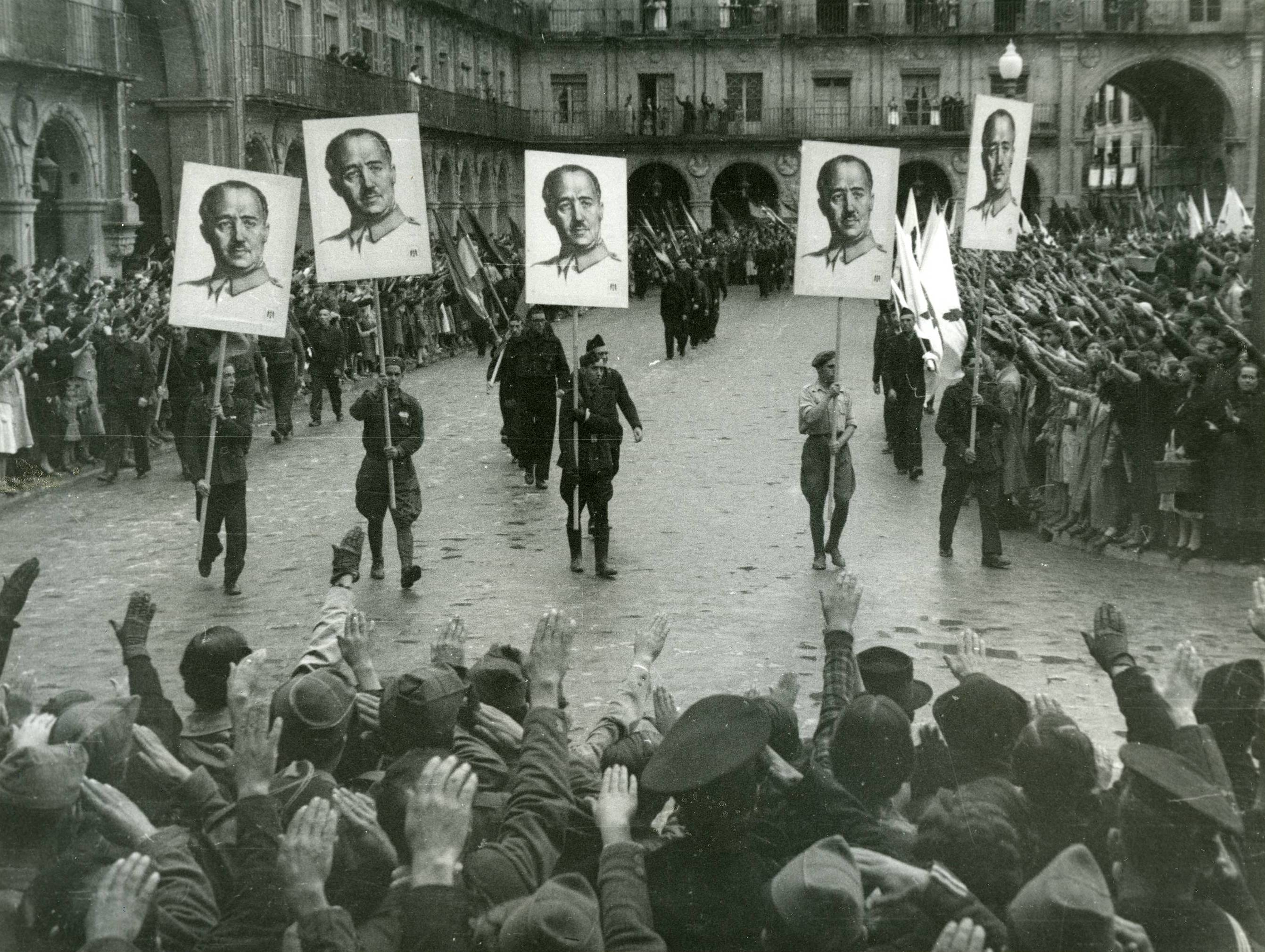
Франкистская демонстрация в Саламанке во время Гражданской войны, 1937 год

Франкизм (исп. franquismo) — система и идеологическое обоснование диктатуры Франсиско Франко, правившего в Испании с 1939 по 1975 год, в литературе называющейся Франкистской Испанией.
Франкистская политическая система характеризуется многими исследователями как авторитарный режим ограниченного консервативного плюрализма с чертами военной диктатуры. Рядом историков и политологов рассматривается в качестве разновидности тоталитаризма и фашизма. Некоторые исследователи относят франкизм, наряду с итальянским фашизмом и немецким национал-социализмом, к трём «классическим» типам фашизма, выделяя наличие реакционных движений (карлистов) и большое влияние Католической церкви как отличительные особенности данного типа. Также отмечается, что режим Франко претерпевал изменения в зависимости от ситуации в мире, и что антидемократизм и фигура главы государства были единственными чертами, сохранявшимися на протяжении всего правления Франко, и что Франко поддерживал фалангизм до середины 1940-х годов, пока ему это было выгодно; первую фазу режима, называемую «первым режимом Франко», можно охарактеризовать как фашистскую или квази-фашистскую и тоталитарную или квази-тоталитарную, в то время как последующая система была скорее авторитарно-консервативной.
К числу характерных черт франкизма относятся:
- неограниченная личная власть и культ личности «вождя» (каудильо) Франсиско Франко, возглавлявшего и самостоятельно формировавшего правительство, утверждавшего основные законодательные акты и назначавшего высших чиновников как в центральном государственном аппарате, так и на местах;
- отсутствие легальной политической оппозиции, что было достигнуто путём запрета всех политических партий, кроме правящей Испанская Традиционалистской Фаланги СНСН, роль которой с 1940-х годов стала снижаться и которая была переименована в Национальное движение в 1958 году[7][8];
- экономический корпоративизм, выраженный в функционировании вертикальных синдикатов, объединявших рабочих и предпринимателей под контролем государства и фаланги, по официальной позиции, для создания «гармонии труда и капитала»;
- правый национализм;
- переход от подобной фашистской системе к[9] ограниченному консервативный плюрализм, опорой которого стало вышеупомянутое Национальное движение, объединившее фалангистов с легитимистами, карлистами, клерикалами, прочими политиками и военными правого толка, которые, хотя и имели обязательное членство в партии, часто придерживались разнонаправленных взглядов;
- политические репрессии, получившие названия «Франкистские репрессии» и «Белый террор»[англ.], в особенности в период сразу после завершения Гражданской войны 1936—1939 годов и годы после неё, когда была организована система государственного террора. Закон о политической ответственности от 9 февраля 1939 года легитимизировал преследование всех испанцев, принимавших участие в революционном движении с 1934 года. Меры наказания варьировались от тюремного заключения до публичных казней;
- милитаризм, при котором военные принимали активное участие в политике;
- национал-католицизм, в рамках которого были восстановлены прерогативы Католической церкви в Испании и установлена гегемония католичества в качестве единственной разрешённой религии. Антиклерикальное законодательство Второй республики было отменено, было возвращено религиозное образование и неоспоримый приоритет католических ценностей в браке и семейных отношениях, общественной морали и многом другом[1].

Форма правления и франкистская система имели ярко выраженный личностный характер, то есть в большей степени определялась личностью диктатора, нежели какой-то определённой идеологией. Не отличавшийся харизмой Франко сумел удержать в своих руках неограниченную власть до самой своей смерти в 1975 году. Во время его правления в Испании не было кодифицированной конституции, действовало лишь ограниченное количество изданных им основных законов, имевших статус конституционных. На все значимые должности в государстве, вплоть до уровня провинций, Франко назначал людей, с которыми его связывали личные доверительные отношения. Те учреждения, которым он передавал властные полномочия или которые он не мог игнорировать, например, «Национальное движение», Католическую церковь и военных, он постоянно настраивал друг против друга[прояснить].
По мнению франкистской элиты, франкизм получил свою легитимацию победой в Гражданской войне, которая рассматривалась не просто как победа своего мировоззрения, но и как защита испанской и европейской цивилизации и культуры. Поскольку католичество считалось составной частью испанской культуры, церковь тесно сотрудничала с государством в рамках так называемого национал-католичества.
За 39 лет своего существования франкистское государство претерпело значительные изменения в экономике, внешней политике и в меньшей степени во внутренней политике. Период диктатуры Франко в Испании можно разделить на несколько этапов. Начальный, деспотический этап, когда шла массовая расправа над группами населения, потерпевшими поражение в Гражданской войне, обнаруживает определённые черты фашистских режимов того времени и плановой экономики. В конце правления Франко режим был скорее авторитарно-консервативным, когда после длительного периода внутренней стагнации страна пережила «экономическое чудо», начало которому положил стабилизационный план 1959 года. Испании удалось подняться до уровня развитых стран в десятке самых крупных индустриальных держав мира. Тем не менее экономический прогресс не поддерживался каким-либо стремлением к политической открытости.
После смерти Франко Испанию возглавил король Хуан Карлос, который немедленно приступил к демонтажу созданной Франко идеологической и политической системы, закончившейся установлением парламентской демократии в форме конституционной монархии.